# Боровиковский, Владимир Лукич
Влади́мир Луки́ч Боровико́вский (24 июля [4 августа] 1757, Миргород, Миргородский полк Гетманщины — 6 [18] апреля 1825, Санкт-Петербург) — русский живописец украинского происхождения, последователь просветительского сентиментализма, один из наиболее известных петербургских портретистов рубежа XVIII–XIX веков; создатель галереи изображений знаменитых деятелей екатерининской, павловской и александровской эпох, также широко известен как церковный декоратор. Академик (с 1795; ассоциированный член — «назначенный» с 1794) и советник (с 1803) Императорской Академии художеств.

## Биография
Родился 24 июля (4 августа) 1757 года в Миргороде в семье днепровского казака Луки Ивановича Боровика (1720—1775). Отец, дядя и братья будущего художника были иконописцами. В молодости Владимир Боровиковский учился иконописи под руководством отца.
С 1774 года служил в Миргородском казачьем полку, одновременно занимаясь живописью. В первой половине 1780-х годов Боровиковский в чине поручика выходит в отставку и посвящает себя занятиям живописью. Пишет образа для местных храмов.
В 1770-х годах Боровиковский близко познакомился с поэтом и драматургом, видным общественным деятелем Василием Капнистом и выполнял его поручения по росписи интерьера дома в Кременчуге, предназначавшегося для приёма императрицы. Екатерина II отметила работу художника и повелела ему переехать в Петербург.
В 1788 году Боровиковский поселяется в Петербурге. В столице первое время жил в доме архитектора, поэта, человека многогранных способностей Николая Львова и познакомился с его друзьями — поэтами Гавриилом Державиным, Иваном Хемницером, композитором Евстигнеем Фоминым, а также с живописцем Дмитрием Левицким, который стал его учителем. Несколько лет занимался живописью у Иоганна Лампи Старшего.
Получил звание «назначенного в академики» (1794). В 1795 году Боровиковский за портрет великого князя Константина Павловича удостоен звания академика живописи. В 1803 году стал советником Академии художеств. С 1798 по 1820 год жил в доходном доме на Миллионной улице, 12.
Масон; 25 января 1802 года посвящён в масонство в петербургской ложе «Умирающего сфинкса», руководителем которой был Александр Лабзин, а одним из членов Дмитрий Левицкий. Впоследствии вышел из ложи и с 26 мая 1819 года состоял в мистическом кружке Екатерины Татариновой «Союз братства».
Женат не был; детей не имел.
В. Л. Боровиковский умер 6 (18) апреля 1825 года в Петербурге. Был погребён на Смоленском православном кладбище; в 1931 году прах и надгробие, — гранитный саркофаг на львиных ногах, — были перенесены в Александро-Невскую лавру на Лазаревское кладбище — Некрополь XVIII века.
Своё имущество он завещал раздать нуждающимся.

## Творчество
Сравнительно поздно, в конце 1790-х годов, Боровиковский приобретает славу известного портретиста. Писал левой рукой.
В его творчестве преобладает камерный портрет. В женских образах В. Л. Боровиковский воплощает идеал красоты своей эпохи. На двойном портрете «Лизонька и Дашенька» (1794) портретист с любовью и трепетным вниманием запечатлел горничных семьи Львовых: мягкие локоны волос, белизна лиц, лёгкий румянец.
Художник тонко передаёт внутренний мир изображаемых им людей. В камерном сентиментальном портрете, имеющем определённую ограниченность эмоционального выражения, мастер способен передать многообразие сокровенных чувств и переживаний изображаемых моделей. Примером тому может послужить выполненный в 1799 году «Портрет Е. А. Нарышкиной».
Боровиковский стремится к утверждению самоценности и нравственной чистоты человека (портрет Е. Н. Арсеньевой, 1796). В 1795 году В. Л. Боровиковский пишет «Портрет торжковской крестьянки Христиньи», отзвуки этой работы сохранились в творчестве ученика мастера — А. Г. Венецианова.
За полотно «Екатерина II на прогулке в Царскосельском парке» (1794), представленное в Академию художеств, Боровиковский был признан назначенным в академики.
В 1810-е Боровиковского привлекают сильные, энергичные личности, он акцентирует внимание на гражданственности, благородстве, достоинстве портретируемых. Облик его моделей делается сдержаннее, пейзажный фон сменяется изображением интерьера (портреты А. А. Долгорукова, 1811, М. И. Долгорукой, 1811, и др.).
В. Л. Боровиковский — автор ряда парадных портретов. Наиболее известные из них — «Портрет Павла I в белом далматике» (далматик — недлинная мантия с широкими рукавами, элемент одеяния великого магистра Мальтийского ордена), «Портрет князя А. Б. Куракина, вице-канцлера» (1801—1802). Парадные портреты Боровиковского наиболее ярко демонстрируют совершенное владение художником кистью в передаче фактуры материала: мягкость бархата, блеск золочёных и атласных одеяний, сияние драгоценных камней.
Боровиковский также является признанным мастером портретной миниатюры. В коллекции Русского музея хранятся такого рода работы, принадлежащие его кисти, — портреты архитектора А. А. Менеласа, поэта В. В. Капниста, Н. И. Львовой и другие. В качестве основы для своих миниатюр художник часто использовал жесть.
Творчество В. Л. Боровиковского являет собой слияние развивавшихся в одно и то же время стилей классицизма и сентиментализма.
В свои последние годы Боровиковский вернулся к религиозной живописи, в частности написал несколько икон для строящегося Казанского собора, иконостас церкви Смоленского кладбища в Петербурге. Давал уроки живописи начинающему тогда художнику Алексею Венецианову.

## Произведения
- Портрет М. И. Лопухиной
- Муртаза Кули-хан
- Екатерина II на прогулке в Царскосельском парке

### Галерея
- Портрет Марии Лопухиной, 1797, Государственная Третьяковская галерея
- Портрет великой княжны Елены Павловны, сестры Александра I, 1796, Музей-заповедник «Гатчина»
- Портрет великой княжны Александры Павловны, сестры Александра I, 1796, Музей-заповедник «Гатчина»
- Портрет Е. А. Нарышкиной, 1799, ГТГ
- Портрет сестёр Анны Гавриловны и Варвары Гавриловны Гагариных, 1802, ГТГ
- Портрет Павла I с императорскими регалиями в одеянии великого магистра Мальтийского ордена, 1800, Государственный Русский музей
- Портрет вице-канцлера князя А. Б. Куракина, 1801—1802, ГТГ
- Портрет поэта Г. Р. Державина в сенатском мундире, 1811
- Портрет генерал-майора Ф. А. Боровского в мундире подшефного гусарского полка, 1799, ГРМ
- Портрет А. Г. и Алексея Александровича Лобанова-Ростовского и его супруги  Александры Григорьевны, урождённой Кушелевой, 1814, ГРМ
- Портрет председателя Комитета министров светлейшего князя Петра Васильевича Лопухина, 1801, частное собрание
- Портрет генерала от кавалерии князя Николая Григорьевича Репнина-Волконского в кавалергардском мундире, 1806, Киевская картинная галерея
- Портрет генерала от инфантерии графа Петра Александровича Толстого, ГМИИ имени Пушкина, Москва
- Портрет генерала от кавалерии князя Григория Семёновича Волконского, 1806, Киевская картинная галерея
- Портрет министра финансов Российской империи графа Алексея Ивановича Васильева, 1800, ГРМ

## В филателии
- Почтовая марка 1957 год. 200 лет со дня рождения В. Л. Боровиковского
- 250 лет со дня рождения российского художника В. Л. Боровиковского
- 250 лет со дня рождения российского художника В. Л. Боровиковского